# Welwyn
Welwyn är en ort och civil parish i Storbritannien.   Den ligger i grevskapet Hertfordshire och riksdelen England, i den sydöstra delen av landet, 40 km norr om huvudstaden London. Welwyn ligger 82 meter över havet och antalet invånare är 3 254.
Terrängen runt Welwyn är platt. Runt Welwyn är det tätbefolkat, med 735 invånare per kvadratkilometer. Närmaste större samhälle är Luton, 14,9 km väster om Welwyn. Trakten runt Welwyn består till största delen av jordbruksmark.